# Große Straße 48 (Wittenburg)

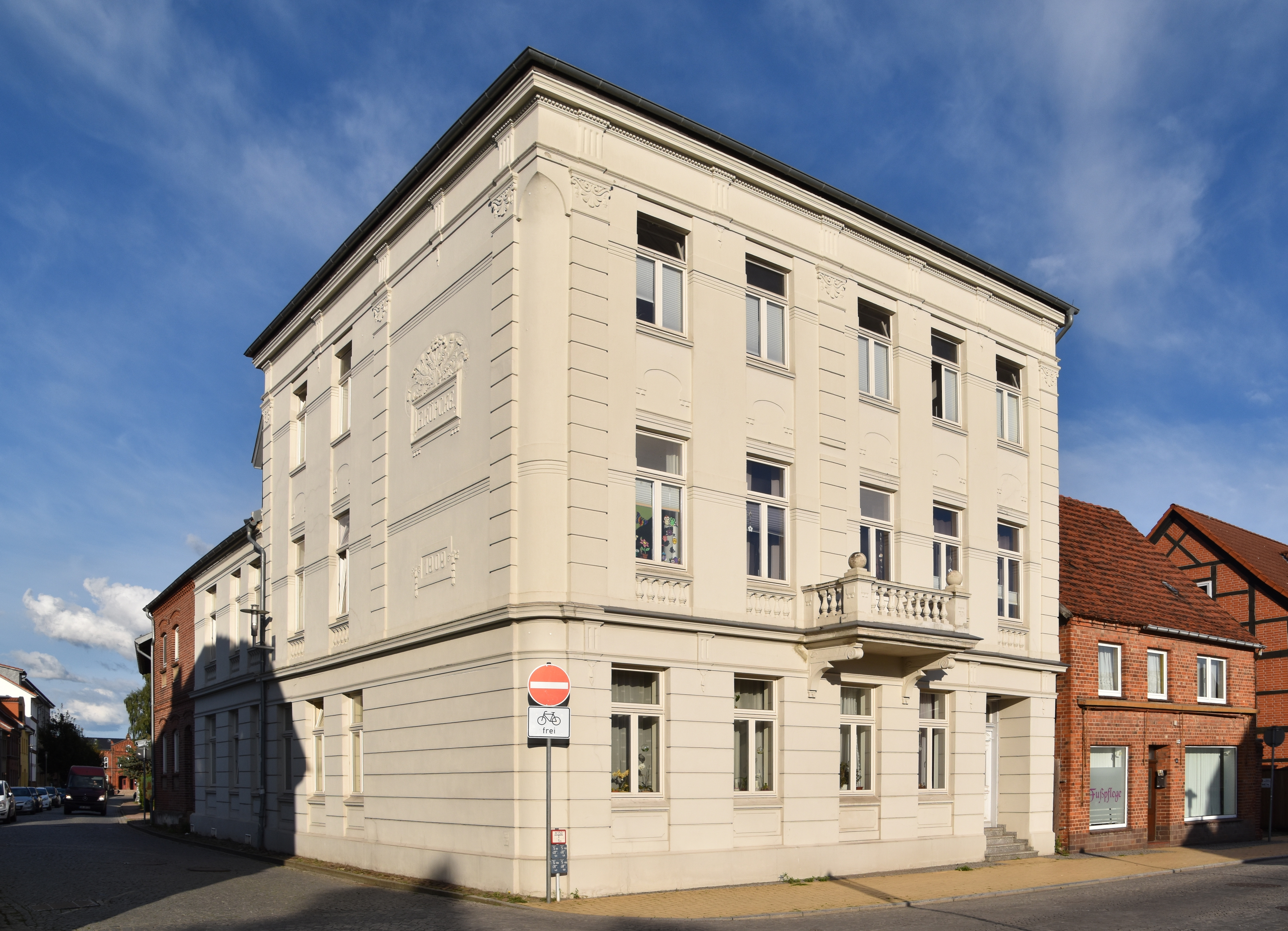
Große Straße 48 (2020)

Das Wohnhaus Große Straße 48 in Wittenburg (Mecklenburg-Vorpommern) an der Ecke zur Schulstraße stammt aus dem Jahr 1909.
Das Gebäude steht unter Denkmalschutz.

## Geschichte
Die Stadt Wittenburg mit 6303 Einwohnern (2020) wurde erstmals 1194 als provincie erwähnt und 1230 als civitas (Stadt).
Das dreigeschossige Eckgebäude an der Großen Straße mit seinem markanten Balkon und den gliedernden Pilastern mit blumigen Kapitellverzierungen sowie dem hohen Gesims ist mit einem Fries mit Triglyphen verziert. Es wurde 1909 für den wohlhabenden Kaufmann G. Köpcke gebaut, der das auch durch eine Kartusche an der Fassade dokumentieren ließ. Stilelemente Griechischer Tempel und Andeutungen des Jugendstils sind erkennbar. Ein kleineres zweigeschossiges Haus wurde zuvor abgerissen.
Das Haus wurde im Rahmen der Städtebauförderung um oder nach 2000 saniert.